# Principessa
Principessa es una telenovela mexicana. Es una versión de la telenovela argentina El amor tiene cara de mujer, escrita por Nené Cascallar. Es una producción de Valentín Pimstein.
Fue protagonizada por Irán Eory, Angélica Aragón, Alma Muriel, Hilda Aguirre, Cecilia Camacho y Anabel Ferreira junio a un reparto coral.

## Argumento
La telenovela trata las aventuras y desventuras de un grupo de amigas Paola, Fernanda, Marisela y Adriana que trabajan como dependientas en una exclusiva boutique de Polanco en la Ciudad de México de nombre "Principessa".

## Elenco
- Irán Eory - Paola San Román Santander
- Angélica Aragón / Alma Muriel / Hilda Aguirre - Fernanda Montenegro Nájera
- Cecilia Camacho - Marisela Monteagudo Ruiz
- Anabel Ferreira - Adriana Ballmer Del Prado Barquin
- Rogelio Guerra - Santiago Ballmer Del Prado San Millán
- Gregorio Casal - Leonardo Guerra
- Saby Kamalich - Armantina Ballmer Del Prado San Millán
- Carlos Cámara - Máximo Torres
- Javier Ruán - Eduardo López
- Germán Robles - Ramiro Huelga
- Manuel Saval / Gerardo Paz - Reinaldo Cevallos
- Álvaro Cerviño - Daniel Martínez
- María Martín - Rocío Montesinos Del Valle
- David Ostrosky - Juan Carlos Villanueva
- Surya MacGregor - Franchesca Olazábal
- Gerardo Murguía  - Rodrigo Fujimori
- Mónica Sánchez Navarro - Érika María
- Leticia Calderón - Victoria Lozano Montengro
- Arturo Peniche
- Luis Bayardo
- Elsa Cárdenas - Felisa
- Dina de Marco - Virginia
- Virginia Gutiérrez
- José Elías Moreno - Julio César
- Janet Ruiz - Anita
- José Roberto Hill - Danilo
- Leonardo Daniel - Federico
- Stella Inda - Chole
- Rebeca Rambal - Marina
- July Furlong - Heliana Buenrostro
- Alfonso Iturralde - Aníbal
- Arturo Guizar - Enrique
- Constantino Costas - Dr. Vargas
- Erika Magnus
- Otto Sirgo - Rodolfo
- Andrés Buenfil - Lisandro
- Luis Uribe - Gerardo
- Josefina Escobedo - Alcira
- Odiseo Bichir - Ismael
- Arlette Pacheco - Maripaz
- Juan Carlos Serrán - Emilio
- Roxana Saucedo / Cristina Rubiales - Cristina
- Lorena Rivero - Aurora
- Jorge Luke - Martín
- Servando Manzetti - Rubén
- Armando Calvo - Ramón
- Marypaz Banquells - Brenda
- Arturo Lorca - Otto
- Alejandro Tommasi - César
- Alejandro Landero / Omar Fierro - Casimiro
- Héctor Suárez Gomis
- Adela Noriega - Alina Peralta
- Cristina Rubiales
- Carmen Delgado - Angélica

## Equipo de producción
- Original de: Nené Cascallar
- Libreto y Adaptación': Carlos Romero, Vivian Pestalozzi
- Tema original: Principessa
- Jefe de producción: Arturo Lorca
- Productor asociado: Eugenio Cobo
- Dirección de cámaras: Manuel Ruiz Esparza, Ernesto Arreola
- Dirección de escena: Pedro Damián
- Productor: Valentín Pimstein

## Telenovelas relacionadas
- Principessa es una versión de la telenovela argentina El amor tiene cara de mujer producida por Canal 13 en 1964, la cual ya fue producida por Televisa bajo el mismo título El amor tiene cara de mujer entre 1971-1974 también bajo la producción de Valentín Pimstein.
- En Brasil se realizó una versión en 1966 bajo el nombre de  O amor tem cara de mulher.
- En Argentina se hicieron dos versiones posteriores bajo el mismo título, una en 1976 y otra en 1994.
- Entre los años 2007-2008 el productor José Alberto Castro realizó una versión renovada titulada Palabra de mujer.

## Curiosidades
- Irán Eory fue protagonista de El amor tiene cara de mujer (1971), versión anterior a esta historia, la cual también estelariza.
- Adela Noriega debutó en esta telenovela.
- Debido a la kilométrica duración de la telenovela, varios personajes fueron interpretados por más de un actor, así, por ejemplo el personaje de Fernanda fue interpretado inicialmente por Angélica Aragón, quien salió de la telenovela para protagonizar Vivir un poco. La reemplazó Alma Muriel quien también se retiró para protagonizar la obra Falsa Crónica de Juana la Loca. Finalmente el personaje quedó en manos de Hilda Aguirre.
- Curiosamente en uno de los capítulos de la telenovela "La Fiera" la villana de la historia, Rocío Banquells, menciona que ha ido de compras en la Boutique "Principessa"; este era un truco publicitario de Valentín Pimstein para que el público se mantuviera al tanto de las telenovelas que le precedían o que se transmitían antes de.
- Fue de las pocas telenovelas transmitidas el 19 de septiembre de 1985, tras el sismo ocurrido a las 7:19 AM, y que provocó severos daños en las instalaciones del Centro de Posproducción de Televisa, que por unas horas los canales de dicha cadena estuvieron fuera del aire.

## Premios y nominaciones

### Premios TVyNovelas 1986
| Categoría            | Nominado(a)      | Resultado |
| -------------------- | ---------------- | --------- |
| Mejor actor joven    | Álvaro Cerviño   | Nominado  |
| Mejor actor infantil | Christopher Lago | Nominado  |